# 도모리 가쓰토시
도모리 가쓰토시(일본어: 堂森 勝利, 1976년 6월 29일 ~ )는 일본의 전 축구 선수이다.

## 구단 경력
1995년 J1리그의 세레소 오사카에 입단했다. 1999년까지 30경기에 출전. 2000년 J2리그의 알비렉스 니가타로 이적했다. 2001년부터 2005년까지 일본 풋볼 리그의 잣코와 사가와 급편 오사카에서 뛰었다. 2005년후 현역 은퇴.